# Todd Worrell
Pour les articles homonymes, voir Worrell (homonymie).
Todd Roland Worrell (né le 28 septembre 1959 à la Arcadia, Californie, États-Unis) est un lanceur de relève droitier au baseball qui a joué dans les Ligues majeures de 1985 à 1997 pour les Cardinals de Saint-Louis et les Dodgers de Los Angeles.
Trois fois sélectionné au match des étoiles, Worrell et a été élu recrue par excellence de la Ligue nationale de baseball en 1986. Il a mené deux fois la ligue pour le nombre de sauvetages en une saison.

## Carrière
Todd Worrell est un choix de première ronde des Cardinals de Saint-Louis en 1982 et fait ses débuts en Ligue majeure le 28 août 1985.
Il est un choix unanime au titre de recrue de l'année dans la Ligue nationale en 1986, alors qu'il affiche une moyenne de points mérités de 2,06 en 103 manches et deux tiers lancées. Il est le releveur utilisé dans le plus grand nombre de matchs (60) dans la Nationale, qu'il mène pour les sauvetages avec 36.
Worrell protège 33, 32 et 20 victoires pour les Cardinals de 1987 à 1989.
Une blessure au bras subie en 1989 le tient à l'écart du jeu pendant deux ans. Il effectue un retour avec Saint-Louis en 1992 le temps d'enregistrer 3 sauvetages et de battre le record d'équipe de 127 établi par Bruce Sutter. Worrell termine sa carrière à Saint-Louis avec une marque de franchise de 129 sauvetages, depuis battue par Lee Smith puis Jason Isringhausen.
Le contrat de Worrell vient à échéance après la saison 1992. Il signe alors comme agent libre avec les Dodgers de Los Angeles, où il entreprend de relancer sa carrière. L'entreprise sera couronnée de succès : Worrell protège 32, 44 et 35 victoires pour les Dodgers de 1995 à 1997. Au cours de la saison 1996, ses 44 sauvetages sont un sommet dans les majeures, dont il est le releveur le plus utilisé avec 67 présences au monticule.
Au cours de sa carrière, Todd Worrell a lancé 693 manches et deux tiers en 617 parties. Sa fiche victoires-défaites est de 50-52 avec 256 sauvetages, 628 retraits sur des prises et une moyenne de points mérités de 3,09. Il présente une moyenne de 1,93 avec 4 sauvetages en séries éliminatoires, incluant deux parties protégées dans la Série mondiale 1987 perdue par les Cardinals face aux Twins du Minnesota.

## Vie personnelle
Todd Worrell est le frère aîné de Tim Worrell, qui a joué en Ligue majeure de 1993 à 2006.
Le fils de Todd, Josh Worrell, né en 1986, est aussi un lanceur de baseball. Il a été drafté par les Royals de Kansas City en 2009 et poursuit sa progression dans l'espoir d'atteindre les majeures.